# 纽约的一个雨天
是2019年美国爱情喜剧，由伍迪·艾伦执导编剧，提摩西·夏勒梅、艾丽·范宁、赛琳娜·戈麦斯、裘德·洛、狄亞哥·盧納和李佛·薛伯联袂出演。影片讲述大学生威爾斯周末在家乡纽约旅游时，与同在纽约采访著名电影导演的女友进一步发展恋爱关系的故事。
影片于2018年杀青，原计划由亚马逊影业发行。后来由于导演伍迪·艾伦身陷性侵风波，发行计划遭搁置。后来，该片于2019年7月26日在波兰上映，随后在欧洲、南美洲及亚洲多地发行。電影收穫褒貶不一的評價，評論家主要稱讚演員陣容表現，但批評劇本設計平庸。

## 剧情
盖茨比·威尔斯出身于纽约一个富裕的家庭，就读于亚德里学院（Yardley College）。亚德里没有什么特殊的吸引力，不过在女友阿什利的鼓励下，他继续完成学业，而阿什莉也是一位来自图森的富裕学生。阿什莉到纽约采访大导演罗兰·波拉德，完成大学的论文。盖茨比去陪她，带她游览城市，计划跟她进行一次浪漫的旅行，避开父母计划在晚上举行的秋季晚会（Autumn Gala）。不过，阿什莉去采访波拉德时，波拉德邀请她去看自己的新电影，这显然打破了盖茨比的计划。于是，他独自在城里漫步，突然撞到一位学导演的朋友，邀请他去帮忙给一位在试镜演员拍吻戏。后来，盖茨比意外发现这位演员是前女友的妹妹查恩。他很享受这场吻戏，不过也告诉查恩已经爱上别人的。经导演朋友催促，他们又准备了第二场吻戏。盖茨比打电话给阿什莉，发现阿什莉正在跟波拉德、波拉德编剧泰德·大卫多夫及他的一位演员忙活，便觉得很生气。
阿什莉的采访持续到下午。与此同时，在城内别处叫出租车时，再次撞到查恩。她向盖茨比坦承自己曾经迷恋他，不愿意听他讲阿什莉的事情。盖茨比再次给阿什莉打电话，对方说自己很忙，没空说话，看来浪漫计划要进一步推延。盖茨比来到查恩父母家中，弹起房间中的钢琴，唱了弗兰克·西纳特拉的《Everything Happens to Me》。两人又提起他们在纽约邂逅爱情的经历，都同意雨天的纽约是最浪漫的地方。
盖茨比和查恩去了大都会艺术博物馆，碰到了姨妈和叔叔。本来，盖茨比打算避开两人，这样父母便不知道他在纽约。同一时间，阿什莉与弗朗西斯科·维嘉情投意合，维嘉请他去看他新片的预告片，之后一起去喝酒。而盖茨比去朋友家中打扑克。盖茨比回到酒店中，看到新闻正在播阿什莉和维嘉约会的绯闻。心灰意冷的盖茨比去了卡莱尔（Carlyle）鸡尾酒吧，遇到了妓女特芮。盖茨比在付账的时候给了特芮5000美金。
阿什莉又和一位刚认识的电影演员朋友去派对，期间再度联络波拉德进行采访。波拉德依然被阿什莉迷得神魂颠倒，说希望她做自己下一部电影的女主角，跟他一起生活。她去跟演员朋友在派对上汇合，又陷入既混乱又持续不断的调情中。回到卡莱尔酒吧，盖茨比打起了小算盘，希望特芮假扮阿什莉，跟他一起去参加家庭晚会。同时，阿什莉和电影演员朋友去他家过夜。两人一起抽大麻烟，喝酒后，刚准备脱衣服，朋友的外地女友突然入门。朋友开后门给阿什莉溜出去，此时阿什莉只穿着内衣，套着雨衣。
盖茨比带着假扮阿什莉的特芮去参加家庭晚宴，不料盖茨比母亲很快识破了特芮的伪装，把她赶出家门。母亲说，她年轻就曾扮妓女，纵横情场，后来依靠在情场上积攒的人脉结了婚。特芮批评盖茨比利用这种手段在生活中获得特权，盖茨比陷入一阵沉默。后来，阿什莉在克莱尔酒吧碰到了借酒浇愁的盖茨比，为自己去跟别人喝酒参加派对的行为道歉。她答应第二天会跟他一起按原计划环游纽约。之后，阿什莉分享了自己一天下来的情感和性冒险经历，盖茨比听完说要马上回学校。两人约定明天离开前，要去中央公园坐马车。然而，坐马车那天下起雨，但阿什莉对风景提不起兴致。盖茨比意识到两人的性格格格不入，提出结束关系。他在中央公园独自散步，之后在中央公园动物园的德拉科特钟（Delacorte Clock）前停留。6点，钟声响起，查恩几分钟后到来。依然记得昨天吻戏的两人，这次要试试在公园亲吻会有什么新鲜感。

## 阵容
- 提摩西·夏勒梅 饰 盖茨比·威尔斯（Gatsby Welles）
- 艾丽·范宁 饰 阿什莉·恩莱特（Ashleigh Enright）
- 赛琳娜·戈麦斯 饰 查恩·泰瑞尔（Chan Tyrell）
- 裘德·洛 饰 泰德·大卫多夫（Ted Davidoff）
- 狄亞哥·盧納 饰 弗朗西斯科·维嘉（Francisco Vega）
- 李佛·薛伯 饰 罗兰·波拉德（Roland Pollard）
- 凱莉·羅巴克 饰 特芮（Terry）
- 安纳利·阿什福德（英语：Annaleigh Ashford） 饰 莉莉（Lily）
- 丽贝卡·豪尔 饰 康妮·戴维多夫（Connie Davidoff）
- 切利·琼斯 饰 威尔斯女士（Mrs. Welles）
- 威尔·罗杰斯（Will Rogers） 饰 亨特·威尔斯（Hunter Welles）
- 蘇琪·沃特豪斯 饰 蒂凡妮（Tiffany）
- 本·沃海特（英语：Ben Warheit） 饰 阿尔文·特罗勒（Alvin Troller）
- 格里芬·纽曼（英语：Griffin Newman） 饰 乔什·卢米斯（Josh Loomis）
- 凯瑟琳·利·斯科特（英语：Kathryn Leigh Scott） 饰 旺达（Wanda）
- 唐·斯蒂芬森（英语：Don Stephenson） 饰 贝梅尔曼斯酒吧服务员

## 制片
2017年8月，提摩西·夏勒梅、赛琳娜·戈麦斯和艾丽·范宁加盟伍迪·艾伦最新电影，该片由艾伦编剧、莱蒂·阿伦森制片，亚马逊影业发行。2017年9月，裘德·洛、狄亞哥·盧納、李佛·薛伯、安纳利·阿什福德、丽贝卡·豪尔、切利·琼斯、威尔·罗杰斯和凱莉·羅巴克加盟。2017年10月，艾伦确认影片定名《纽约的一个雨天》，蘇琪·沃特豪斯宣布加盟。
主体摄影于2017年9月11日在纽约进行，10月23日结束。

## 发行
影片于2019年7月26日在波兰上映，由世界影业发行，2019年秋季在立陶宛、希腊、荷兰、土耳其、比利时、法国、斯洛文尼亚、以色列、意大利、西班牙、葡萄牙、哥伦比亚、墨西哥、阿根廷、德国、巴西、韩国、俄罗斯、拉丁美洲和南美洲发行。
影片于2019年9月6日在多维尔美国电影节首映，之后于9月18日在法国上映。

### 官司
影片于2018年第三季度完成后期制作。当时，亚马逊方预测到该片的行情不佳，搁置了计划，后来直接放弃了该片。因此，2018年成为了自1981年以来伍迪·艾伦电影的首度缺席的一年。2019年2月，艾伦起诉亚马逊未能履行合同义务，按原计划发行影片，索赔6800万美元。他表示片方纯粹为了“模糊的理据”放弃影片，因为一位25岁女性的无根据指控终止了四部影片的合约。诉状要求亚马逊偿还四部电影的最低保证金，外加赔偿金及律师费。2019年5月，消息指亚马逊将美国的发行权还给了艾伦。2019年11月，双方达成和解，自愿提交联合通知撤回诉讼。

### 性侵风波
影片制片时恰巧遇上我也是运动，致使1992年伍迪·艾伦性侵事件成为公众焦点。2017年10月，演员格里芬·纽曼就自己出演该片致歉，表示未来不再与艾伦合作，同时决定将薪酬捐给强奸、虐待与乱伦国家网络。2018年1月，夏勒梅将薪酬捐给强奸、虐待与乱伦国家网络、Time's Up运动和纽约LGBT社群中心。戈麦斯向Time's Up捐款100万。豪尔跟戈麦斯一样，将薪酬捐给了Time's Up，她后来表示：“我一直故意说，这个选择不是在做一个不是这样就是那样的判断。我不认为人们应该公开评判或这个复杂的案子。”
在提到艾伦的性侵指控时，劳在2018年11月表示搁置影片是一个“很糟糕的侮辱”。相反，琼斯为艾伦辩护：“我回去研究了所有能得到的关于那时候的信息，发自内心深处地认为他并没有像指控那样十恶不赦......有很多人对他们（指控者）的言之凿凿感到满足，我不是那样的人。我不了解实情，但我知道，如果我们凭直觉去谴责，那就是民主的滑坡。”

## 评价
影片在烂番茄获得评论35条，新鲜度60%，平均分5.96/10。Metacritic评论5条，平均分48/100，表示“褒贬不一”。
《综艺》杂志的杰西卡·姜（Jessica Kiang）表示，尽管找来了一些不同年代的优秀演员，《纽约的一个雨天》感觉上依然像是一部非常有创造力但无聊的作品。《Little White Lies》马特·斯特里夫（Matt Thrift）的评价更为正面，表示影片“不算是艾伦的最佳作品”，但三位主演的表演很出彩。《银幕日报》的丽莎·内塞尔森（Lisa Nesselson）称赞演绎精彩及维托里奥·斯托拉罗的优秀摄影，指出影片不容错过。《好莱坞报道者》的乔丹·明泽（Jordan Mintzer）认为《雨天》有一些经典的时刻，其中大多数归功于出色纳入典型艾伦反英雄角色的提摩西·夏勒梅，以及努力处理麻烦角色的范宁，不过认为影片不过是艾伦炒冷饭。